# Édouard Noetzlin

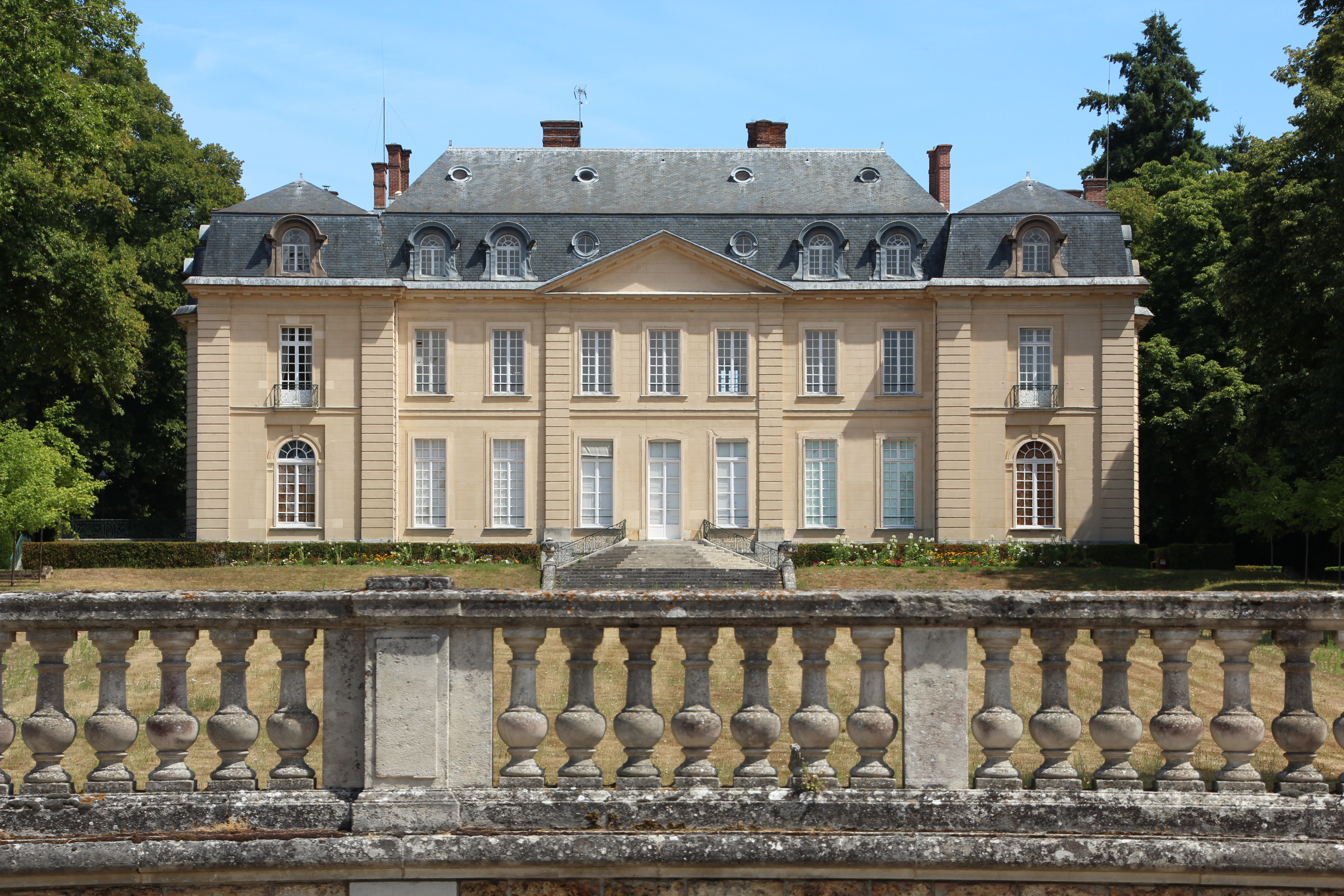
Het kasteel van Button in Gif-sur-Yvette in 2015.

Jacob Charles Édouard Noetzlin (Bazel, 1 januari 1848 - Parijs, 26 april 1935) was een Zwitsers bankier.

## Biografie
Édouard Noetzlin was aanvankelijk directeur bij de Banque de Paris, voor de fusie van deze bank tot Paribas. In 1875 werd hij secretaris-generaal van de Banque franco-égyptienne. In 1881 was hij vervolgens mede-oprichter van de Banco Nacional de México, waar hij gedelegeerd bestuurder werd. Hij was tevens gedelegeerd bestuurder in de Banque russo-chinoise. Van 1911 tot 1914 was hij voorzitter van Paribas, voluit de Banque de Paris et des Pays-Bas.
Als bankier onderhandelde Noetzlin meerdere malen staatleningen voor de Franse overheid.
In 1912 kocht Noetzlin een kasteeldomein in Gif-sur-Yvette, ten zuiden van Parijs. Zijn zoon Jacques Noetzlin zou dit domein in 1946 verkopen aan het Centre national de la recherche scientifique.

## Onderscheidingen
- Frankrijk: officier in het Legioen van Eer